# Ironheart (miniserie)
Ironheart es una miniserie de televisión estadounidense creada por Chinaka Hodge para el servicio de streaming, Disney+, basada en el personaje de Marvel Comics del mismo nombre. Está destinada a ser una de las series de televisión en Universo cinematográfico de Marvel (UCM) producida por Marvel Studios, a través de su sello «Marvel Television», junto con Proximity Media compartiendo continuidad con las películas de la franquicia. Riri Williams, estudiante del MIT, regresa a su hogar en Chicago tras los acontecimientos de la película Black Panther: Wakanda Forever (2022), donde descubre secretos que enfrentan la tecnología con la magia. Hodge es la guionista principal.
Dominique Thorne repite su papel de Riri Williams / Ironheart de la película Wakanda Forever, protagonizada junto a Lyric Ross, Manny Montana, Matthew Elam, Anji White, Jim Rash, Eric André, Cree Summer, Sonia Denis, Shea Couleé, Zoe Terakes, Shakira Barrera, Anthony Ramos, Alden Ehrenreich, Regan Aliyah, y Sacha Baron Cohen. La serie se anunció en diciembre de 2020, junto con el casting de Thorne. Hodge fue contratada en abril de 2021, con castings adicionales revelados en febrero de 2022. Sam Bailey y Angela Barnes se unieron para dirigir en abril de 2022. El rodaje comenzó en  Trilith Studios en Atlanta, Georgia a principios de junio, antes de mudarse a Chicago a fines de octubre y concluyó a principios de noviembre. 
Ironheart se estrenó en Disney+ con sus primeros tres episodios el 24 de junio de 2025, seguido de sus otros tres episodios el 1 de julio. Es la última serie de televisión y la conclusión de la Fase Cinco del UCM.

## Premisa
Tras los acontecimientos de Black Panther: Wakanda Forever (2022), la estudiante del MIT, Riri Williams, regresa a su casa en Chicago, donde se enreda con el enigmático Parker Robbins / The Hood, descubriendo secretos que enfrentan la tecnología contra la magia, lo que la lleva por un camino de peligro y aventura.

## Reparto y personajes
- Dominique Thorne como Riri Williams / Ironheart:
Una estudiante del MIT y genio inventora de Chicago que creó una armadura que rivaliza con la armadura del difunto Tony Stark / Iron Man.[5] Thorne explicó que Ironheart brindaría una «inmersión más profunda» en Riri después de que se viera un «adelanto» del personaje en Black Panther: Wakanda Forever (2022), diciendo que la serie ayuda a explicar sus antecedentes y educación que la convirtieron en la persona que se ve en Wakanda Forever, además de abordar los eventos de esa película y cómo cambian su perspectiva de ser Ironheart.[6] Leyó los cómics de Ironheart de Brian Michael Bendis y Eve Ewing para ayudar a comprender la relación del personaje con su padre.[7] El productor ejecutivo Sev Ohanian dijo que Riri seguiría un camino de «romper mal», similar a los antihéroes Walter White de la franquicia Breaking Bad y Tony Soprano de la serie de televisión The Sopranos (1999–2007).[8]
- Lyric Ross como Natalie Washington y N.A.T.A.L.I.E.: Natalie es la mejor amiga fallecida de Riri, a quien convierte en la inteligencia artificial (IA) de su traje como N.A.T.A.L.I.E., abreviatura de Asistente Técnico Autónomo Neurológico y Entidad de Inteligencia de Laboratorio.[9]
- Manny Montana como John: El primo de Parker Robbins y miembro de su pandilla que empuña cuchillos.[10][9]
- Matthew Elam como Xavier Washington: El vecino y amigo de Riri, y hermano de Natalie[11]
- Anji White como Ronnie Williams: La madre de Riri.[2][12]
- Jim Rash como el Profesor Wilkes: Un profesor del MIT.[13][14]
- Eric André como Stuart Clarke / Rampage: Especialista en tecnología y miembro de la pandilla de Robbins.[10]
- Cree Summer como Madeleine Stanton: La amiga extravagante de Ronnie y madre de Zelma.[9]
- Sonia Denis como Payaso: Especialista en pirotecnia y miembro de la pandilla de Robbins.[10]
- Shea Couleé como Slug: Una hacker de Madripoor y miembro de la pandilla de Robbins. Slug es una exdrag que busca redistribuir la riqueza de los privilegiados a la comunidad de Chicago y usa pronombres no binarios.[15]
- Zoe Terakes como Jeri Blood: La líder de la pandilla de Robbins, exatleta convertida en luchadora callejera, hermana de Roz.[9]
- Shakira Barrera como Roz Blood: La líder de la pandilla de Robbins, exatleta convertida en luchadora callejera, hermana de Jeri.[9]
- Anthony Ramos como Parker Robbins / The Hood:
Un aliado de Riri que se pone una capucha que le permite aprovechar las artes oscuras y la magia. Ramos dijo que Robbins era complejo y un inadaptado que «quiere acoger a otros inadaptados y mostrarle al mundo que nos miraban como marginados pero que vamos a terminar en la cima».[16] Robbins es del barrio de Chicago, Humboldt Park, y fue criado por su madre, que forma parte de la organización activista de pandillas callejeras portorriqueña, los «Young Lords»; en los cómics, Robbins es de la ciudad de Nueva York.[6] El productor ejecutivo Ryan Coogler dijo que Robbins y Riri son dos caras de la misma moneda y que ambos se unen por su búsqueda compartida de la grandeza.[17]
- Alden Ehrenreich como Ezekiel «Zeke» Stane:
Un experto en ética tecnológica y traficante de armas en el mercado negro, hijo de Obadiah Stane, el mentor y némesis de Stark. Vive en el anonimato bajo el alias de «Joe McGillicuddy».[18]
- Regan Aliyah como Zelma Stanton: La amiga de Riri e hija de Madeline.[9]
- Paul Calderón como Arthur Robbins: El director ejecutivo de Artworks y el padre de Parker.[19]
- Sacha Baron Cohen como Mefisto:
Un poderoso demonio extradimensional que originalmente le dio a Parker su capucha.[20][21] Según la productora ejecutiva Zoie Nagelhout, Mefisto permitió una «forma interesante y realzada de unir los viajes de los personajes» en la serie, particularmente el de Riri.[22]

Los actores adicionales que aparecen en la serie incluyen: Harper Anthony como Landon, un niño de la calle que le cobra a Riri por trabajos ocasionales; LaRoyce Hawkins como Gary Williams, el difunto padrastro de Riri;y Regan Aliyah como Zelma Stanton, amiga de Riri e hija de Madeleine. Saba aparece como él mismo. Rashida «Sheedz» Olayiwola también ha sido elegida para un papel no revelado.

## Episodios
| N.º | Título | Dirigido por  | Escrito por                             | Fecha de lanzamiento original |
| --- | --- | ------------- | --------------------------------------- | ----------------------------- |
| 1 | «Take Me Home» «Volver a casa / Llévame a casa»                                                                         | Sam Bailey    | Chinaka Hodge                           | 24 de junio de 2025           |
| La solicitud de Riri Williams para que el MIT le extienda su beca por un año más es denegada, y es expulsada de la escuela después de que la decana Choi y el profesor Wilkes la noten ayudando a otros estudiantes y escuelas a plagiar sus trabajos a cambio de dinero. Riri se marcha con su nueva armadura a su ciudad natal, Chicago, donde aún llora la muerte de su mejor amiga Natalie Washington y su padrastro Gary en un tiroteo desde un automóvil. Riri le cuenta a Xavier, el hermano de Natalie, cómo quiere que su talento sea tomado en serio. Ella es reclutada por John para unirse a la pandilla de su primo Parker Robbins, también conocido como «The Hood». Cuando visita el escondite de Hood, Parker pone a prueba a Riri atrapándola en un ascensor lleno de gas, del que escapa por poco. Inicialmente rechaza su oferta de unirse a sus siguientes tres atracos, pero cede cuando él le ofrece una compensación económica. En casa, Riri arremete contra su madre, Ronnie, por la pérdida de sus seres queridos, y Ronnie le confiesa que tiene un duelo sin procesar con el que debe lidiar. El duelo de Riri durante el mapeo cerebral de su inteligencia artificial (IA) resulta en una recreación digital de Natalie. | |               |                                         |                               |
| 2 | «Will the Real Natalie Please Stand Up?» «Que la Natalie real se levante / ¿Puede ponerse en pie la auténtica Natalie?» | Sam Bailey    | Malarie Howard                          | 24 de junio de 2025           |
| Riri se encuentra con la pandilla de Robbins mientras atacan una manifestación de TNNL que busca convertir los túneles de carga de Chicago en una autopista privada a expensas de las comunidades locales. Con su armadura incompleta, Riri se dirige a Evanston en busca de Joe McGillicuddy, un traficante de armas del mercado negro sugerido por su IA, quien elige el nombre N.A.T.A.L.I.E. y muestra un comportamiento que recuerda al de Natalie. N.A.T.A.L.I.E. se escapa a los dispositivos domésticos de Riri y es descubierta por Ronnie, quien le pide a Riri que construya otra IA basada en Gary, pero Riri se niega, ya que no está segura del verdadero origen de N.A.T.A.L.I.E. El atraco sale según lo planeado hasta que N.A.T.A.L.I.E. interrumpe a Riri, lo que hace que suelte el virus necesario para el sabotaje, aunque N.A.T.A.L.I.E. todavía puede ayudar a Riri a completar su misión. Robbins chantajea a Sheila Zarate, directora ejecutiva de TNNL, para que los contrate y así evitar más daños. Riri está acorralada por un guardia y no puede moverse debido a un mal funcionamiento de N.A.T.A.L.I.E. hasta que Robbins interviene con una de sus balas. N.A.T.A.L.I.E. admite que el encuentro con el guardia le despertó recuerdos de la muerte de Natalie y expresa sus sospechas sobre el poder de Robbins. | |               |                                         |                               |
| 3 | «We in Danger, Girl» «Hay peligro, nena / Corremos peligro, tía»                                                        | Sam Bailey    | Francesca Gailes & Jacqueline J. Gailes | 24 de junio de 2025           |
| Riri y la pandillera Clown tocan la capucha mágica de Robbins, y John los reprende. Robbins anuncia su próximo objetivo: Heirlum, una empresa de biotecnología cuyas innovaciones perjudican a los pequeños agricultores. Tras la muerte del ex pandillero Stuart Clarke, Riri sospecha de la capucha de Robbins y visita a Joe, quien resulta ser Zeke Stane, hijo de Obadiah Stane. Zeke le advierte a Riri que no repita los errores de Obadiah y le da una muestra de piel de biomalla para ocultar las mejoras. Durante el atraco, Riri despliega a N.A.T.A.L.I.E. en su traje e intenta cortar discretamente la capucha de Robbins durante una negociación con el director ejecutivo Hunter Mason. Sin embargo, el cortador de Riri es detectado y activa un sistema de purga de gas. Robbins mata a Mason y a la seguridad de la zona mientras Riri rescata al equipo con la ayuda de N.A.T.A.L.I.E. Creyendo erróneamente que Riri mató a Robbins, John admite haber matado a Clarke y lucha contra Riri. Riri sobrevive por poco gracias a N.A.T.A.L.I.E., pero pierde la biomalla. John se asfixia tras ser sellado en una de las habitaciones mientras Riri le informa a Robbins de lo sucedido. Consternado por la muerte de John, Robbins casi renuncia a la capucha mientras le grita a alguien que confiaba en él, pero tiene una visión que implica a Riri. | |               |                                         |                               |
| 4 | «Bad Magic» «Magia mala»                                                                                                | Angela Barnes | Amir Sulaiman                           | 1 de julio de 2025            |
| Sabiendo que Robbins la persigue, Riri analiza el trozo de capucha que recuperó y descubre que es una fuente de energía para él. Zeke ha sido arrestado por el atraco de la tripulación tras verse implicado por la biomalla que dejaron atrás, y está resentido con Riri por ello. Preocupada por su hija y con ganas de ayudar, Ronnie lleva a Riri con su amiga Madeline Stanton, ex aprendiz de Kamar-Taj, y su hija Zelma Stanton. Las Stanton ayudan a examinar el fragmento de la capucha y detectan que proviene de una dimensión oscura que probablemente esté influyendo en Robbins, antes de sacar abruptamente a Riri y a Ronnie de la tienda. Ronnie comparte su frustración por el hecho de que Riri nunca se haya sincerado con ella, y Riri se marcha tras contraatacar. Frustrada por no encontrar nada con el traje, Riri se reúne con Xavier, quien está horrorizado de que N.A.T.A.L.I.E. imite la imagen de su difunta hermana. N.A.T.A.L.I.E. se ofende y se marcha cuando Riri considera la exigencia de Xavier de borrarlo. Robbins saca a Zeke de la cárcel para reclutarlo como sustituto de Riri, y la banda lo apoya en sus esfuerzos por implantar mejoras biónicas en su cuerpo, aunque Slug le cede el control en secreto. Robbins envía a la banda a matar a Riri, a quien culpa de la muerte de John. | |               |                                         |                               |
| 5 | «Karma's a Glitch» «El karma no falla / El karma es un fallo»                                                           | Angela Barnes | Cristian Martinez                       | 1 de julio de 2025            |
| Slug captura el traje de N.A.T.A.L.I.E. y Riri. Riri se encuentra con Zelma, quien cree que la capucha vino de Dormammu. La tripulación llega para matar a Riri, y ella los defiende después de enviar a Zelma lejos. Mientras lucha contra Clown, Riri le dice que Robbins mandó matar a Clarke antes de que N.A.T.A.L.I.E. ayudara a Riri a escapar con el traje. Todavía amargada, N.A.T.A.L.I.E. se apaga. Riri es atacada por Zeke, ahora mejorado con implantes biónicos que emiten electricidad. Desmantela el traje de Riri y está a punto de matarla, pero cambia de opinión y la perdona, aconsejándole que abandone la ciudad. Riri le pide ayuda a su madre, pero Ronnie la confronta por su obsesión con su traje. Riri admite que hizo el traje que podría haber ayudado a salvar a Natalie y Gary cuando fueron asesinados. Ronnie y una N.A.T.A.L.I.E. que regresa deciden ayudar a Riri a construir un traje nuevo en el garaje de Gary usando el viejo auto en el que él y Riri estaban trabajando antes de morir. Zeke y Clown le mienten a Robbins sobre la muerte de Riri; Zeke rechaza la propuesta de Robbins de unirse al equipo a tiempo completo. Clown ayuda al equipo a descubrir la autopsia fabricada de Clarke, y acusan a Robbins de haberlo matado. Robbins los despide a todos enfurecido, lo que hace que la corrupción del capó aumente a través de su cuerpo a través de venas ennegrecidas. Robbins obliga a Zeke a ayudarlo a entrar en la casa de su padre Arthur, quien es el director ejecutivo de Artworks y tiene una participación mayoritaria en todas las empresas que él y el equipo habían robado. Arthur se niega a firmar sus contratos al principio, y Robbins lo confronta por abandonarlo de niño antes de obligarlo a firmar los contratos. Riri, Ronnie, N.A.T.A.L.I.E. y Xavier ayudan a fabricar el nuevo traje mientras Zelma ayuda a potenciarlo con magia para resistir los poderes de Robbins, pero esto tiene como consecuencia la eliminación permanente de N.A.T.A.L.I.E. | |               |                                         |                               |
| 6 | «The Past Is the Past» «Al pasado lo pasado / El pasado es el pasado»                                                   | Angela Barnes | Chinaka Hodge                           | 1 de julio de 2025            |
| En un flashback, Parker intenta robar la mansión de Arthur con John antes de escapar y separarse, para luego encontrarse con Mefisto. Mefisto le asegura a Parker que puede ayudarlo a lograr su deseo de poder, respeto y riqueza, y Parker acepta el trato. En el presente, sintiéndose vacío, Parker acusa a Mefisto de no cumplir su parte del trato, a lo que Mefisto responde que le había dado lo que necesitaba. Incapaz de recrear N.A.T.A.L.I.E., Riri se resiste al consejo de su familia y amigos y va al cuartel general de Parker, luchando contra un reticente Zeke, quien le permite noquearlo para que pueda reiniciarse y liberarse del control de Parker. Riri confronta a Parker y le exige su capucha, pero él le advierte que el costo no vale la pena. Los dos luchan, y Riri logra quitarle la capucha a Parker, dejándolo sumido en un estado de dolor eterno. Cuando está a punto de irse, Riri se encuentra con Mefisto. Tras observarla, Mefisto le ofrece a Riri un pacto, que ella acepta con la condición de que deje en paz a sus seres queridos. En su garaje, Riri ve a Natalie revivida y la abraza, mientras las marcas de Mefisto se extienden por su piel. En una escena a mitad de los créditos, Parker le pide ayuda a Zelma. | |               |                                         |                               |

## Producción

### Desarrollo
Una película basada en el personaje de Riri Williams / Ironheart de los cómics de Marvel tenía un guion preparado por Jada Rodríguez en julio de 2018, cuando se incluyó en The Black List, aunque esto no se concretó. En diciembre de 2020, el presidente de Marvel Studios, Kevin Feige, anunció la serie de televisión Ironheart para Disney+. En abril de 2021, se contrató a Chinaka Hodge para que se desempeñara como escritora principal de la serie. En marzo de 2022, el actor de la serie Anthony Ramos reveló que Ryan Coogler, el director de Black Panther (2018) y su secuela Black Panther: Wakanda Forever (2022), participaría en la producción; la protagonista Dominique Thorne aparecería por primera vez como Riri Williams / Ironheart en Wakanda Forever, y la productora de Coogler, Proximity Media, trabajarían junto con Marvel Studios en series selectas de Disney+ como parte de un acuerdo televisivo con Walt Disney Television. En abril, se confirmó que la productora de Coogler Proximity Media produciría la serie, y que Sam Bailey y Angela Barnes se unían para dirigir cada uno tres episodios de la serie. Ironheart constará de seis episodios. Los productores ejecutivos de la serie incluyen a Feige de Marvel Studios, Louis D'Esposito, Victoria Alonso, Brad Winderbaum, Zoie Nagelhout; Coogler, Zinzi Coogler, Sev Ohanian, y Hodge de Proximity Media. Eve Ewing, cocreadora de Ironheart en los cómics, se desempeña como productora consultora. Se estrenará bajo el sello «Marvel Television» de Marvel Studios.
Debido a que Ironheart se desarrolló antes del cambio de Marvel Studios a finales de 2023 hacia series de televisión de varias temporadas, estaban adoptando una estrategia de «esperar y ver» para mayo de 2025 con respecto a si tendría una segunda temporada.

### Guion
Malarie Howard, Francesca Gailes, Jacqueline J. Gailes, Amir K. Sulaiman y Cristian Martinez se desempeñan como guionistas de la serie junto a Hodge, con las Gailes escribiendo previamente en She-Hulk: Attorney at Law (2022). La sala de guionistas de la serie estaba programada para comenzar en mayo de 2021. Feige sintió que el conflicto entre la tecnología de Riri y la magia de Parker Robbins / The Hood hizo que la serie fuera única dentro del UCM. El ejecutivo de Marvel Studios, Nate Moore describió la serie como una secuela directa de Wakanda Forever al explorar las «repercusiones interesantes» de las experiencias de Riri en esa película cuando regresa a su hogar. La serie muestra a Riri siendo expulsada del Instituto de Tecnología de Massachusetts (MIT) por faltar a clases y usar demasiados recursos de la universidad, lo que la lleva a involucrarse en actividades ilegales, como unirse a «The Hood» y su pandilla, para financiar sus proyectos. La serie se desarrolla en la ciudad natal de Riri, Chicago, a la que Ramos llama un personaje por derecho propio que es parte de la identidad de todos los personajes, lo que le da a ella y a los otros personajes «opciones» para intentar salir adelante, ya sea con poder, dinero o algo más. Ramos explicó que esto afecta a cada uno de los personajes de manera positiva y negativa, y que eventualmente cada elección que se hace comienza a entrelazarse con los viajes de otros personajes. Los escritores intentaron crear personajes complicados que no fueran ni completamente buenos ni completamente malos, y el protagonista Alden Ehrenreich creyó que los escritores presentaron «un retrato psicológico y emocional» de cada personaje.

### Casting
Se reveló que Dominique Thorne había sido elegida como Riri Williams / Ironheart con el anuncio de la serie, después de que Marvel Studios le ofreciera el papel sin audicionar. Thorne había hecho previamente una audición para Black Panther (2018) y Marvel Studios le dijo que querían trabajar con ella en un proyecto futuro después de que tuviera más experiencia. En febrero de 2022, Anthony Ramos se unió a la serie como Parker Robbins / The Hood, descrito como un «papel clave» y el villano principal de la serie. Deadline Hollywood informó que el papel se expandiría a otros proyectos del UCM, similar a cómo apareció Jonathan Majors como «He Who Remains» en la primera temporada de Loki (2021) antes de su aparición como Kang el Conquistador en Ant-Man and the Wasp: Quantumania (2023). Más tarde en ese mes, Lyric Ross fue elegida como la mejor amiga de Riri. En abril, Harper Anthony se unió al elenco en un papel no revelado en abril, seguido de Manny Montana en junio. Un mes después, Alden Ehrenreich se unió al elenco en un «papel clave».
De agosto a octubre de 2022, Shea Couleé, Zoe Terakes, Regan Aliyah, Shakira Barrera, Rashida «Sheedz» Olayiwola, Sonia Denis, Paul Calderón, y Cree Summer se unieron al elenco en roles no revelados. En la D23 Expo en septiembre, Jim Rash fue se reveló que retomó su papel como decano del MIT de Capitán América: Civil War (2016). El mes siguiente, Deadline Hollywood informó que Sacha Baron Cohen se había unido al MCU, en un papel que lo vería potencialmente aparecer por primera vez en los episodios finales de Ironheart seguido de apariciones en otros proyectos del MCU. Su papel probablemente sería el del personaje Mefisto, que sería interpretado por Baron Cohen en persona y también a través de CGI. En junio de 2023, Anji White se reveló como regular, que se cree que interpreta a la madre de Riri, Ronnie. Una presentación en la Oficina del Derecho de Autor de los Estados Unidos revelada en octubre de 2023 para la serie reveló que Ehrenreich interpretaba a Joe McGillicuddy, Ross interpretaba a Natalie Washington, Matthew Elam interpretaba a Xavier Washington, White interpretaba a Ronnie Williams, Montana interpretaba al primo John y Couleé interpretaba a Slug, mientras que Cohen aparecería en la serie.

### Diseño
Andrew Menzies es el diseñador de producción de la serie.

### Rodaje
El rodaje tuvo lugar en Chicago a finales de mayo de 2022 para capturar tomas de placa y tomas exteriores de establecimiento. La fotografía principal había comenzado el 2 de junio, en Trilith Studios en Atlanta, Georgia, bajo el título provisional «Wise Guy», con la dirección de Bailey y Barnes. Alison Kelly y Ante Cheng fueron los directores de fotografía. La filmación tuvo lugar en septiembre en Edgewood Avenue en Sweet Auburn, Atlanta, en un edificio construido para reemplazar a un restaurante White Castle en Chicago. La filmación estaba programada para trasladarse a Chicago el 24 de octubre de 2022, para extenderse hasta el 3 de noviembre, en South Side, Chicago|South Side, Near North Side y Downtown Chicago. La filmación terminó a principios de noviembre de 2022. A fines de enero de 2024, Thorne dijo que la filmación había concluido, aunque se informó que se realizó fotografía adicional entre febrero y abril de 2024. Se creó un traje Ironheart completo y práctico para la filmación como referencia de iluminación y efectos visuales, similar a las técnicas utilizadas en la primera película del UCM, Iron Man (2008).

### Posproducción
Winderbaum confirmó que la serie se editaría en marzo de 2024. Cedric Nairn-Smith y Shannon Baker Davis son editores, y Nairn-Smith trabajó anteriormente en la serie de Marvel Studios, Moon Knight (2022) y Daredevil: Born Again (2025-presente).

### Música
Dara Taylor compuso la banda sonora de la serie. Su tema para la serie fue lanzado como sencillo digital por Hollywood Records y Marvel Music el 19 de junio de 2025, antes de la banda sonora del primer volumen, que incluye música de los tres primeros episodios, y se lanzará el 24 de junio. El 1 de julio se lanzó una banda sonora del segundo volumen para los tres episodios finales.
| Ironheart: Vol. 1 (Episodes 1–3) [Original Soundtrack] |                            |          |  |
| N.º                                                    | Título                     | Duración |  |
| 1.                                                     | «Ironheart (Riri's Theme)» | 2:17     |  |
| 2.                                                     | «The Crew»                 | 2:05     |  |
| 3.                                                     | «Cloaked in Darkness»      | 0:43     |  |
| 4.                                                     | «Think Fast»               | 1:46     |  |
| 5.                                                     | «Black Market»             | 1:05     |  |
| 6.                                                     | «New Friend»               | 1:31     |  |
| 7.                                                     | «The Suburbs»              | 0:57     |  |
| 8.                                                     | «To the Bunker»            | 1:40     |  |
| 9.                                                     | «First Heist»              | 2:28     |  |
| 10.                                                    | «Sign Here»                | 1:26     |  |
| 11.                                                    | «Live Laugh Love»          | 1:23     |  |
| 12.                                                    | «Crime Family»             | 1:26     |  |
| 13.                                                    | «Hacking»                  | 0:57     |  |
| 14.                                                    | «Cover Up»                 | 1:39     |  |
| 15.                                                    | «Scans and Scales»         | 1:18     |  |
| 16.                                                    | «New Suit»                 | 2:21     |  |
| 17.                                                    | «A Job for You»            | 1:04     |  |
| 18.                                                    | «Revenge»                  | 1:00     |  |
| 19.                                                    | «Secrets»                  | 1:21     |  |
| 20.                                                    | «Blackmail»                | 1:04     |  |
| 21.                                                    | «New Plan»                 | 2:02     |  |
| 22.                                                    | «Your Own Person»          | 3:46     |  |
| 23.                                                    | «Next Target»              | 1:48     |  |
| 24.                                                    | «Breaking In»              | 1:46     |  |
| 25.                                                    | «What He Did to Me»        | 1:34     |  |
| 26.                                                    | «Old Friends»              | 3:36     |  |
| 27.                                                    | «Botany»                   | 5:34     |  |
| 28.                                                    | «Betrayal»                 | 3:23     |  |
| 29.                                                    | «Shadows and Truths»       | 1:03     |  |

| Ironheart: Vol. 2 (Episodes 4–6) [Original Soundtrack] |                                 |          |  |
| N.º                                                    | Título                          | Duración |  |
| 1.                                                     | «Villains (Parker's Theme)»     | 1:57     |  |
| 2.                                                     | «The Uninvited»                 | 2:30     |  |
| 3.                                                     | «Castle of Chaos»               | 2:26     |  |
| 4.                                                     | «Stop Running»                  | 1:26     |  |
| 5.                                                     | «An Iron Freak»                 | 4:15     |  |
| 6.                                                     | «Something You Won't Even Miss» | 2:33     |  |
| 7.                                                     | «Arrested»                      | 1:32     |  |
| 8.                                                     | «Art of Fatherhood»             | 3:34     |  |
| 9.                                                     | «Ice Bath»                      | 1:07     |  |
| 10.                                                    | «Patsy»                         | 1:16     |  |
| 11.                                                    | «Bad Magic»                     | 2:11     |  |
| 12.                                                    | «A Whole New Life»              | 2:08     |  |
| 13.                                                    | «Prison Break»                  | 1:34     |  |
| 14.                                                    | «A Good Person»                 | 4:13     |  |
| 15.                                                    | «I Want Her Head»               | 0:51     |  |
| 16.                                                    | «Upgrade»                       | 1:42     |  |
| 17.                                                    | «To Eat It»                     | 2:03     |  |
| 18.                                                    | «You Don't Have to Fight Alone» | 1:40     |  |
| 19.                                                    | «The Truth»                     | 3:14     |  |
| 20.                                                    | «Rock'em Sock'em»               | 2:50     |  |
| 21.                                                    | «Liability»                     | 3:48     |  |
| 22.                                                    | «The Price of Magic»            | 2:24     |  |
| 23.                                                    | «A Rock and a Pizza Place»      | 1:44     |  |
| 24.                                                    | «Playing House»                 | 2:50     |  |
| 25.                                                    | «Trial and Error»               | 2:30     |  |
| 26.                                                    | «Tête-à-Tête»                   | 4:49     |  |
| 27.                                                    | «One of the Good Ones»          | 4:12     |  |
| 28.                                                    | «What Do You Say?»              | 3:20     |  |
| 29.                                                    | «Make My Millennium»            | 2:06     |  |

## Marketing
Metraje de la serie se mostraron en la Expo D23 2022. Thorne y Ramos promocionaron la serie en la presentación inicial de Disney de mayo de 2024, donde se anunció el año de estreno. El par volvió a promocionar la serie ese agosto, en la convención D23 de Disney, con Coogler, Ross, Ramos, Ehrenreich y Aliyah. Se mostraron imágenes de la serie, que Jacob Hall de /Film describió como «un programa de crímenes con un giro de Iron Man en el centro». Después de las filtraciones en línea de las imágenes de la D23, Marvel lanzó un vistazo oficial de Riri con su armadura de Ironheart dentro de su video celebrando el 85 aniversario de la compañía. Se incluyeron más imágenes de la serie en un video publicado por Disney+ en octubre, anunciando el cronograma de lanzamiento de los proyectos de Marvel Television y Marvel Animation hasta fines de 2025.
Un avance de la serie, con nuevas imágenes y una entrevista con Coogler, se lanzó el 13 de mayo de 2025, antes del primer tráiler. Dais Johnston, de Inverse, comentó que había habido una «sorprendente falta de marketing» para la serie considerando lo cerca que estaba de su estreno. Germain Lussier, de Gizmodo, también comentó que era agradable ver un aumento en el marketing de la serie. Elogió el avance por presentar los personajes, los desafíos y la historia con muchas imágenes nuevas. Al hablar del tráiler completo, Jordan King de Empire comentó que este estableció rápidamente el tono de la serie, dejando claro que contaba su propia historia sobre Riri en lugar de intentar ser un «Iron Man 2.0». King comparó la secuencia de la trampa mortal que abre el tráiler con Saw.
Un episodio de Marvel Studios: leyendas centrado en Riri fue lanzado en YouTube el 13 de junio de 2025. Más tarde ese mes, Thorne y Ramos fueron sorprendidos durante una entrevista de Good Morning America con un mensaje de video de Robert Downey Jr., quien interpreta a Tony Stark / Iron Man y Victor von Doom / Doctor Doom en el UCM, expresando su apoyo a la serie. También se lanzó un póster con los títulos de los episodios. Marco Vito Oddo en ComicBook.com notó que la «M» en el título «Karma's a Glitch» está «claramente teñida de rojo», en contraste con las otras letras negras, y especuló que esto era una referencia al rumoreado papel de Cohen como Mefisto.

## Estreno
Ironheart está programado para estrenarse en Disney+ el 24 de junio de 2025, con sus primeros tres episodios, y constará de seis episodios. Escribiendo para Inverse, Johnston expresó su decepción con el estreno de tres episodios considerando el pequeño conteo de episodios de la serie, sintiendo que Disney podría estar «buscando descartar toda la serie lo antes posible» y esperando que el cronograma de lanzamiento fuera «solo una peculiaridad del cronograma de lanzamiento de Disney+». Ironheart estaba originalmente programado para debutar a fines de 2023, pero para febrero de ese año se consideró poco probable que se estrenara en 2023 ya que Disney y Marvel Studios estaban revaluando su producción de contenido. Ese mayo, se informó que se lanzaría en 2024, pero fue eliminada del calendario de estrenos de Marvel Studios en septiembre de 2023, debido a las disputas laborales de Hollywood de 2023 que afectaron su capacidad para completar la serie. Al mes siguiente, la presentación de los derechos de autor de la serie indicó un estreno aproximado para el 3 de septiembre de 2025. La fecha de estreno de junio de 2025 se anunció un año después. Será la serie final de la Fase Cinco del del UCM.